# Catharsius latifossa
Catharsius latifossa är en skalbaggsart som beskrevs av Müller 1941. Catharsius latifossa ingår i släktet Catharsius och familjen bladhorningar. Inga underarter finns listade.